# Collège Stanislas

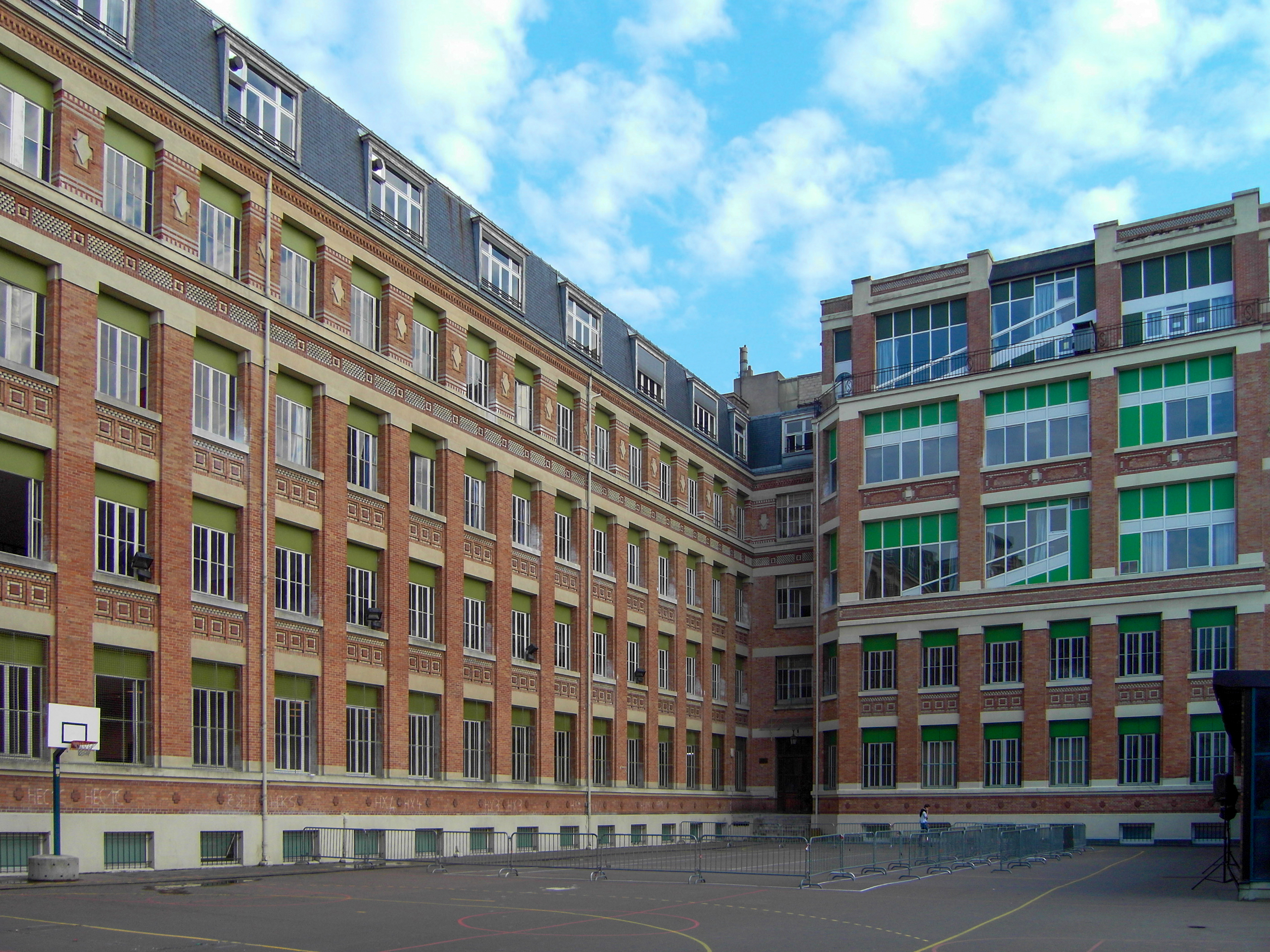
Collège Stanislas

Collège Stanislas potocznie znana jako Stan, jest wysoce selektywną prywatną szkołą katolicką w Paryżu, zlokalizowaną przy "Rue Notre-Dame-des-Champs" w 6. dzielnicy. Ma ponad 3000 uczniów, od przedszkola po zajęcia przygotowawcze (zajęcia przygotowujące uczniów do wejść do elitarnych grandes écoles, takich jak École Polytechnique, CentraleSupélec, ESSEC Business School, ESCP Business School i HEC Paris) i jest największą prywatną szkołą we Francji. Stanislas jest uważany za jedną z najbardziej prestiżowych i elitarnych szkół francuskich.
Szkoła zajęła pierwsze miejsce w 2019 roku dla liceum.

## Znani absolwenci
- Jacques-Yves Cousteau, francuski oficer marynarki, badacz mórz, podróżnik oraz reżyser filmowy i pisarz, zwany „kapitanem” lub „komendantem Cousteau”
- Philippe de Gaulle, francuski polityk i wojskowy
- Jacques Lacan, psychiatra i psychoanalityk francuski, twórca i reformator francuskiej szkoły psychoanalizy
- Edmond Rostand, francuski pisarz, poeta i dramaturg
- François Augiéras
- René Cagnat, francuski historyk i archeolog
- Claude Cheysson